# Apple Watch Series 6
Apple Watch Series 6 — розумний годинник сьомого покоління, що був представлений 15 вересня 2020 року.
Годинник був представлений на осінній конференції Apple, що проходила 15 вересня 2020 в дистант-форматі. Були показані разом із спорідненою, більш полегшеною версією SE.
В Україні вийшли у продаж 25 вересня 2020 року.

## Характеристики

### У порівнянні зі старими версіями
Як і попередні версії, має GPS, компас, "завжди увімкнений" висотомір, кнопку "SOS", датчик зовнішньої освітленості, а також Apple Pay і GymKit .
Також «Карти Google» на годиннику тепер вміють складати маршрут для велосипедів, а Siri пропонує мовний переклад.

## Дизайн
Зовнішніх відмінностей модель не має, але з'явилася нова колірна гама: синій і PRODUCT RED.